# Lanúvium
Lanúvium (en llatí: Lanuvium en grec antic: Λανούϊον o Λανούβιον) va ser una antiga ciutat del Latium situada en un turó a la part sud del Mont Albà a uns 30 km de Roma, a la dreta de la via Àpia amb la que estava unida per un petit branc. De vegades els mateixos autors antics la confonen amb Lavínium.
La llegenda recollida per Apià explica que la va fundar Diomedes, segurament per alguna connexió amb la deessa Juno (Hera) d'Argos, però el més probable és que, com d'altres ciutats, fos una colònia d'Alba Longa. Consta a la llista de les ciutats que formaven la Lliga Llatina l'any 496 aC, de Dionís d'Halicarnàs, i és segur que va ser una de les trenta ciutats de la Lliga que va lluitar contra Roma. Valeri Cató diu que era una de les ciutats que van participar en la consagració del famós temple de Diana a Arícia,segurament perquè Lanúvium ja era una ciutat poderosa.
No se'n sap gran cosa més, sinó que va ser aliada de Roma durant les guerres que es van lliurar contra els volscs i els eques, ja que la ciutat, per la seva situació, era rival natural d'Antium, la ciutat dels volscs. Però sobtadament, l'any 383 aC van canviar de política i junt amb altres ciutats llatines es va aliar amb els volscs. L'aliança va ser derrotada a Satricum, però van poder negociar la pau en termes prou favorables i la ciutat es va mantenir tranquil·la fins a la gran guerra llatina de l'any 340 aC en la que van tenir un paper important. Inicialment dubtaven d'entrar a la guerra però després les seves forces van ser les principals en les darreres campanyes, especialment a la batalla de Pèdum el 339 aC i a la d'Astura el 338 aC. Al final de la guerra la ciutat va obtenir la ciutadania romana sense dret de sufragi i sense ius magistratum, segons diuen Titus Livi, i Sext Pompeu Fest, però més tard van obtenir els drets complets segons fa constar Ciceró tot i que no diu quan els van adquirir.
Al segle ii era un municipi ordinari i així es va mantenir. Tenia un celebrat temple dedicat a Juno Sospita cosa que probablement va impedir que caigués en decadència com altres ciutats llatines, ja que la deessa era venerada pels mateixos romans. Va patir les guerres civils entre Gai Mari i Sul·la i el primer la va ocupar junt amb Antium i Arícia poc abans d'entrar a Roma el 87 aC.
Ciceró l'esmenta com a ciutat populosa i florent, al nivell d'Arícia i Túsculum, mentre Labicum o Collàtia estaven en decadència. El magistrat suprem conservava el títol de dictador propi de les ciutats llatines i en temps de Ciceró el portava Tit Anni Papià Miló, el famós adversari de Publi Clodi Pulcre.
A la guerra civil que va seguir la mort de Cèsar, Octavi va ocupar la ciutat i es va apoderar de les riqueses del temple, i el seu territori el va donar a una colònia de veterans de Juli Cèsar. Després, August, com a emperador hi va enviar una nova colònia i una part del territori el va donar a les verges vestals de Roma. Lanúvium mai va portar el títol de colònia i sempre va ser un municipi, però es va recuperar i va a tornar a ser prospera sota l'Imperi.
Hi va néixer Antoní Pius, que freqüentment hi va residir i també els seus successors Marc Aureli i Còmmode. Còmmode mostrava la seva habilitat com a gladiador a l'amfiteatre de la ciutat. Les inscripcions continuen sota Alexandre Sever i Filip l'Àrab, cosa que demostra la vitalitat de la ciutat.
També va ser la ciutat d'origen de diverses famílies: la Gens Ànnia (Tit Anni Papià Miló n'era un membre), la gens Pàpia, la gens Ròscia, la gens Tòria, la gens Procília i la gens Mètia. El famós actor Quint Rosci va néixer a la ciutat.
Lanúvium tenia un famós temple dedicat a Juno Sospita ('Juno protectora'), molt venerada pels llatins. Després de la guerra llatina, l'any 338 aC, es va establir que els romans podien participar dels mateixos rituals i cultes sagrats cap a la deessa que els habitants de la ciutat. En una època posterior es va erigir a Roma un temple dedicat a Juno Sospita, però els cònsols romans anaven a Lanúvium a participar en els rituals dedicats a Juno i a oferir sacrificis solemnes. Ciceró descriu els vestits que portava l'estàtua de la deessa, i diu que sempre va ser representada amb una pell de cabra que li cobria el cap com un casc, duia una llança a la mà, i un petit escut al braç esquerre, i portava unes sabates peculiars amb les puntes cap amunt (calceoli repandi). Properci i Claudi Elià diuen que el temple tenia al voltant un bosquet on les verges vestals alimentaven una serp amb pans i pastissos, i que això provava la seva virginitat. Les mencions que en fan Titus Livi i autors com Ciceró, Ovidi i Sili Itàlic, dels prodigis que passaven al temple i al bosc, mostren la importància de la ciutat en els rituals de la religió romana.
La ciutat moderna de Lanuvio (l'antiga Civita Lavinia) ocupa el seu lloc i no queden pràcticament restes de l'antiga ciutat: unes restes a un turó que podrien ser del temple de Juno Sospita, una petita part del teatre (excavat el 1832), algunes estàtues i restes menors.